# Primera B 2011 (Colombia)
La Temporada 2011 de la Primera B, conocida oficialmente como Torneo Postobón 2011 por motivos comerciales, fue la vigésimo segunda (22.ª) de la segunda división del fútbol profesional colombiano.

## Sistema de juego

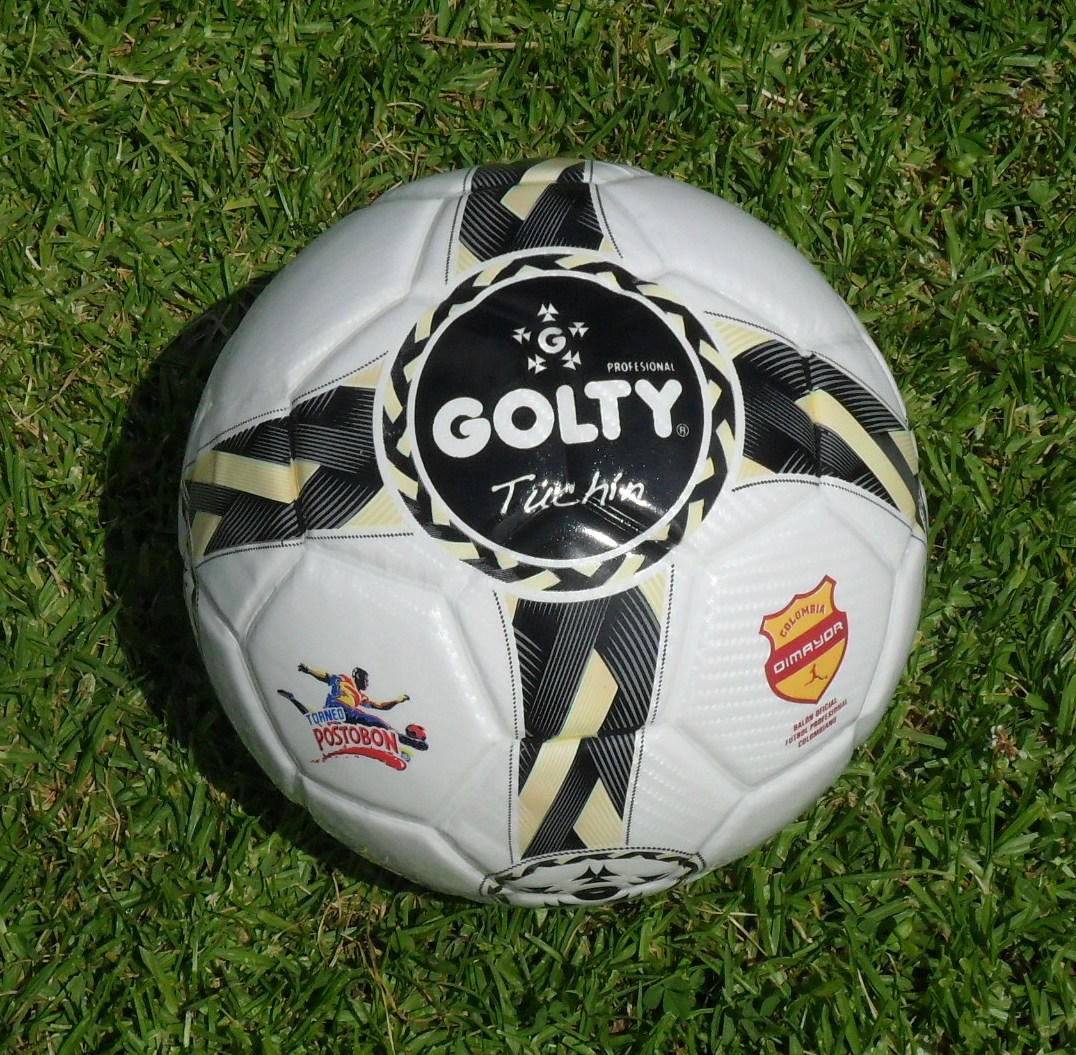
Tuchín, el balón oficial del fútbol colombiano en 2011.

Para el 2011 se disputó con dos torneos, regresando al formato de 2009, aunque con algunas modificaciones. Habrá dos campeones, uno en cada semestre, que al final de año jugarán para definir el ascenso a la Categoría Primera A para la temporada 2012 y la serie de promoción para 2012.
Durante los torneos Apertura y Finalización jugarán los equipos 18 jornadas todos contra todos. Los ocho primeros clasificados avanzarán a una serie de eliminación directa. Los ganadores de cada eliminatoria avanzarán a semifinales, y luego quienes clasifiquen serán finalistas.
En caso de que haya dos campeones se jugará una gran final del año para que se defina al campeón. Si el campeón de los dos torneos es el mismo equipo, este ganará el ascenso directo y los segundos jugarán un play-off para definir al equipo que avance a la promoción.
El torneo apertura inició el sábado 29 de enero y culminó el sábado 11 de junio de 2011, mientras que el torneo de finalización inició el 18 de junio y culminó el 26 de noviembre de 2011. La gran Final Torneo Postobón 2011 (campeón apertura vs campeón finalización) se jugó en dos partidos de ida y vuelta: 30 de noviembre de 2011 y 3 de diciembre de 2011; la serie de promoción jugará la ida el día 11 de diciembre de 2011 y la vuelta el 17 de diciembre de 2011.

## Derechos de televisión
Durante esta temporada solamente los partidos de la instancia final se vieron por televisión. En el Torneo Finalización fueron transmitidos los duelos de ida y vuelta entre Centauros y Deportivo Pasto por el canal regional Telepacífico, gracias a la gestión del gobernador de Nariño, Antonio Navarro Wolff. Por su parte, la doble confrontación por el ascenso entre Deportivo Pasto y Patriotas Boyacá fue transmitida por televisión cerrada, a través de los operadores Telmex y Une.

## Datos de los clubes

### Relevo anual de clubes
| Ascendidos a la Primera A                      |
| ---------------------------------------------- |
| Itagüí Ditaires (Campeón de la Primera B 2010) |

| Descendidos a la Primera B                          |
| --------------------------------------------------- |
| Cortuluá (Peor promedio acumulado en la Primera A ) |

### Cambios de equipos
Los equipos Atlético La Sabana (Sincelejo) y Atlético Juventud (Girardot) desaparecen para la presente edición. Los clubes vendieron sus fichas a la Universidad Autónoma del Caribe (Sabanalarga, Atlántico) y a la Fortaleza (Soacha, Cundinamarca), respectivamente. Sin embargo, Fortaleza nunca logró jugar en Soacha, por lo que disputó todos sus partidos del año en el municipio de Zipaquirá.
Dos clubes más cambiaron de sede durante el año. El Expreso Rojo se trasladó de Zipaquirá a Fusagasugá, ambos municipios localizados en Cundinamarca. Sin embargo, ante los malos resultados obtenidos, en el mes de marzo el club optó para trasladarse a Soacha, municipio del Área metropolitana de Bogotá, donde jugó la mayor parte del año.
Hasta la mitad del año, Centauros Villavicencio hizo parte de la Categoría Primera B. Luego de una dura crisis económica, el propietario de la ficha, Hernando Ángel, concretó el traslado del club de Villavicencio a Popayán, renombrando como Universitario de Popayán. Curiosamente, sus resultados deportivos durante todo el año fueron bajo el antiguo nombre de 'Centauros', por motivos legales, ya que este fue el nombre con el que empezó a competir en el año. El nombre de Universitario Popayán fue aprobado por Coldeportes para la temporada 2012.

### Equipos participantes
| Equipo                                                                                | Entrenador            | Departamento    | Ciudad                | Estadio                         | Aforo        |
| ------------------------------------------------------------------------------------- | --------------------- | --------------- | --------------------- | ------------------------------- | ------------ |
| Academia                                                                              | Jaime Rodríguez       | Bogotá, D. C.   | Bogotá                | Compensar                       | 4.500        |
| Alianza Petrolera                                                                     | Héctor Estrada        | Santander       | Barrancabermeja       | Daniel Villa Zapata             | 8.000        |
| Atlético Bucaramanga                                                                  | Carlos Mario Hoyos    | Santander       | Bucaramanga           | Alfonso López                   | 16.000       |
| Barranquilla F. C.                                                                    | Luis Grau             | Atlántico       | Barranquilla          | Romelio Martínez                | 20.000       |
| Bogotá F. C.                                                                          | Hernán Pacheco        | Bogotá, D. C.   | Bogotá                | Alfonso López Pumarejo          | 15.000       |
| Centauros Villavicencio (Torneo Apertura) Universitario Popayán (Torneo Finalización) | Eduardo Cruz          | Meta Cauca      | Villavicencio Popayán | Manuel Calle Lombana Ciro López | 15.000 5.000 |
| Cortuluá                                                                              | Fernando Velasco      | Valle del Cauca | Tuluá                 | Doce de Octubre                 | 16.000       |
| Depor Aguablanca                                                                      | Walter Escobar        | Valle del Cauca | Cali                  | Olímpico Pascual Guerrero       | 33.130       |
| Deportivo Pasto                                                                       | Flabio Torres         | Nariño          | Pasto                 | Departamental Libertad          | 27.380       |
| Deportivo Rionegro                                                                    | Álvaro Hernández      | Antioquia       | Rionegro              | Alberto Grisales                | 14.000       |
| Expreso Rojo                                                                          | John Jairo Bodmer     | Cundinamarca    | Soacha                | Luis Carlos Galán Sarmiento     | 8.000        |
| Fortaleza                                                                             | Jaime Manjarrés       | Cundinamarca    | Zipaquirá             | Municipal Los Zipas             | 5.000        |
| Pacífico F. C.                                                                        | Walter Aristizábal    | Valle del Cauca | Buenaventura          | Polideportivo El Cristal        | 3.000        |
| Patriotas                                                                             | Miguel Augusto Prince | Boyacá          | Tunja                 | La Independencia                | 20.000       |
| Real Santander                                                                        | Johan Meza            | Santander       | Bucaramanga           | Alfonso López                   | 28.000       |
| Uniautónoma                                                                           | Miguel Ángel Converti | Atlántico       | Sabanalarga           | Marcos Henríquez                | 8.000        |
| Unión Magdalena                                                                       | Carlos Silva Socarrás | Magdalena       | Santa Marta           | Eduardo Santos                  | 22.000       |
| Valledupar F. C.                                                                      | Víctor González Scott | Cesar           | Valledupar            | Armando Maestre Pavajeau        | 10.000       |

## Cambios de entrenadores

### Pretemporada
| Club                 | Entrenador saliente     | Fecha de salida         | Reemplazado por       | Fecha de llegada        |
| -------------------- | ----------------------- | ----------------------- | --------------------- | ----------------------- |
| Valledupar F. C.     | Oscar Aristizábal       | 11 de noviembre de 2010 | Víctor González Scott | 11 de noviembre de 2010 |
| Atlético Bucaramanga | Jesús Barrios           | 2 de diciembre de 2010  | Fernando Velasco      | 2 de diciembre de 2010  |
| Barranquilla F. C.   | Fernel Díaz             | 14 de diciembre de 2010 | Virgilio Rodríguez    | 14 de diciembre de 2010 |
| Bogotá F. C.         | Fernando Velasco        | 17 de diciembre de 2010 | Albeiro García        | 17 de diciembre de 2010 |
| Unión Magdalena      | Arturo Boyacá           | 16 de diciembre de 2010 | Eduardo Julián Retat  | 22 de diciembre de 2010 |
| Pacífico F. C.       | Félix Valverde Quiñónes | 24 de diciembre de 2010 | Walter Aristizábal    | 24 de diciembre de 2010 |
| Depor Aguablanca     | Álvaro Zuluaga          | 2010                    | Víctor Bonilla        | 4 de enero de 2011      |
| Patriotas            | Carlos Mario Hoyos      | 15 de diciembre de 2010 | Miguel Augusto Prince | 6 de enero de 2011      |
| Alianza Petrolera    | Henry Eduardo Barón     | 26 de octubre de 2010   | Héctor Estrada        | 15 de enero de 2011     |

### Temporada
| Club                 | Entrenador saliente  | Fecha de salida          | Reemplazado por       | Fecha de llegada         |
| -------------------- | -------------------- | ------------------------ | --------------------- | ------------------------ |
| Bogotá F. C.         | Albeiro García       | 13 de abril de 2011      | Hernán Pacheco        | 13 de abril de 2011      |
| Unión Magdalena      | Eduardo Julián Retat | 24 de abril de 2011      | Carlos Silva Socarrás | 24 de abril de 2011      |
| Atlético Bucaramanga | Fernando Velasco     | 19 de mayo de 2011       | Carlos Mario Hoyos    | 24 de mayo de 2011       |
| Depor Aguablanca     | Víctor Bonilla       | 9 de mayo de 2011        | Walter Escobar        | 31 de mayo de 2011       |
| Academia             | Bernardo Redín       | 20 de junio de 2011      | Jaime Rodríguez       | 21 de junio de 2011      |
| Barranquilla F. C.   | Virgilio Rodríguez   | 22 de julio de 2011      | Luis Grau             | 22 de julio de 2011      |
| Deportivo Rionegro   | Wiston Cifuentes     | 23 de septiembre de 2011 | Álvaro Hernández      | 5 de agosto de 2011      |
| Cortuluá             | Néstor Rodríguez     | 23 de septiembre de 2011 | Fernando Velasco      | 23 de septiembre de 2011 |

## Torneo Apertura

### Todos contra todos

#### Clasificación
| Pos. | Equipos                 | PJ | PG | PE | PP | GF | GC | Dif. | Pts. |
| ---- | ----------------------- | -- | -- | -- | -- | -- | -- | ---- | ---- |
| 1.   | Deportivo Pasto         | 18 | 12 | 3  | 3  | 32 | 8  | 24   | 39   |
| 2.   | Deportivo Rionegro      | 18 | 10 | 2  | 6  | 25 | 20 | 5    | 32   |
| 3.   | Pacífico F. C.          | 18 | 8  | 5  | 5  | 24 | 19 | 5    | 29   |
| 4.   | Academia                | 18 | 8  | 5  | 5  | 18 | 15 | 3    | 29   |
| 5.   | Patriotas               | 18 | 8  | 5  | 5  | 22 | 20 | 2    | 29   |
| 6.   | Valledupar F. C.        | 18 | 8  | 4  | 6  | 16 | 14 | 2    | 28   |
| 7.   | Uniautónoma             | 18 | 8  | 3  | 7  | 30 | 22 | 8    | 27   |
| 8.   | Cortuluá                | 18 | 8  | 3  | 7  | 21 | 18 | 3    | 27   |
| 9.   | Atlético Bucaramanga    | 18 | 8  | 3  | 7  | 20 | 25 | -5   | 27   |
| 10.  | Fortaleza               | 18 | 6  | 8  | 4  | 20 | 19 | 1    | 26   |
| 11.  | Bogotá F. C.            | 18 | 7  | 3  | 8  | 20 | 24 | -4   | 24   |
| 12.  | Expreso Rojo            | 18 | 5  | 7  | 6  | 25 | 24 | 1    | 22   |
| 13.  | Depor Aguablanca        | 18 | 5  | 6  | 7  | 22 | 28 | -6   | 21   |
| 14.  | Real Santander          | 18 | 5  | 5  | 8  | 25 | 26 | -1   | 20   |
| 15.  | Centauros Villavicencio | 18 | 5  | 3  | 10 | 21 | 23 | -2   | 18   |
| 16.  | Barranquilla F. C.      | 18 | 4  | 6  | 8  | 13 | 19 | -6   | 18   |
| 17.  | Unión Magdalena         | 18 | 4  | 4  | 10 | 22 | 36 | -14  | 16   |
| 18.  | Alianza Petrolera       | 18 | 3  | 5  | 10 | 12 | 28 | -16  | 14   |

|  |                               |
|  | Clasificados a la Fase final. |
|  | Eliminados.                   |

#### Resultados
- Los horarios corresponden a la hora de Colombia (UTC-5)

Nota: Los horarios se definen la semana previa a cada jornada. No hubo partidos por televisión.
| Fecha 1 - 28 al 30 de enero de 2011 | Fecha 1 - 28 al 30 de enero de 2011 | Fecha 1 - 28 al 30 de enero de 2011 | Fecha 1 - 28 al 30 de enero de 2011 | Fecha 1 - 28 al 30 de enero de 2011 |
| Día                                 | Hora                                | Equipo local                        | Resultado                           | Equipo visitante                    |
| ----------------------------------- | ----------------------------------- | ----------------------------------- | ----------------------------------- | ----------------------------------- |
| vie                                 | 15:30                               | Barranquilla                        | 1 - 0                               | Bogotá                              |
| sab                                 | 15:30                               | Rionegro                            | 1 - 2                               | Pacífico                            |
| sab                                 | 15:30                               | Patriotas                           | 0 - 0                               | Alianza Petrolera                   |
| sab                                 | 15:30                               | Academia                            | 1 - 0                               | Uniautónoma                         |
| sab                                 | 20:00                               | Cortuluá                            | 1 - 3                               | Expreso Rojo                        |
| dom                                 | 15:30                               | Bucaramanga                         | 3 - 1                               | Valledupar                          |
| dom                                 | 15:30                               | Pasto                               | 4 - 0                               | Depor                               |
| dom                                 | 15:30                               | Unión Magdalena                     | 1 - 1                               | Real Santander                      |
| dom                                 | 15:30                               | Fortaleza                           | 2 - 2                               | Centauros                           |

| Fecha 2 - 5 y 6 de febrero de 2011 | Fecha 2 - 5 y 6 de febrero de 2011 | Fecha 2 - 5 y 6 de febrero de 2011 | Fecha 2 - 5 y 6 de febrero de 2011 | Fecha 2 - 5 y 6 de febrero de 2011 |
| Día                                | Hora                               | Equipo local                       | Resultado                          | Equipo visitante                   |
| ---------------------------------- | ---------------------------------- | ---------------------------------- | ---------------------------------- | ---------------------------------- |
| sab                                | 15:30                              | Centauros                          | 0 - 1                              | Cortuluá                           |
| sab                                | 15:30                              | Real Santander                     | 1 - 2                              | Fortaleza                          |
| sab                                | 15:30                              | Valledupar                         | 1 - 0                              | Pasto                              |
| sab                                | 15:30                              | Bogotá                             | 0 - 2                              | Rionegro                           |
| dom                                | 15:30                              | Uniautónoma                        | 2 - 1                              | Barranquilla                       |
| dom                                | 15:30                              | Expreso Rojo                       | 1 - 1                              | Academia                           |
| dom                                | 15:30                              | Depor                              | 2 - 1                              | Unión Magdalena                    |
| dom                                | 15:30                              | Pacífico                           | 1 - 0                              | Patriotas                          |
| 16/3                               | 15:30                              | Alianza Petrolera                  | 2 - 1                              | Bucaramanga                        |

| Fecha 3 - 12 y 13 de febrero de 2011 | Fecha 3 - 12 y 13 de febrero de 2011 | Fecha 3 - 12 y 13 de febrero de 2011 | Fecha 3 - 12 y 13 de febrero de 2011 | Fecha 3 - 12 y 13 de febrero de 2011 |
| Día                                  | Hora                                 | Equipo local                         | Resultado                            | Equipo visitante                     |
| ------------------------------------ | ------------------------------------ | ------------------------------------ | ------------------------------------ | ------------------------------------ |
| sab                                  | 15:30                                | Rionegro                             | 2 - 0                                | Barranquilla                         |
| sab                                  | 15:30                                | Patriotas                            | 1 - 0                                | Bogotá                               |
| sab                                  | 15:30                                | Fortaleza                            | 0 -0                                 | Depor                                |
| sab                                  | 15:30                                | Academia                             | 2 -1                                 | Centauros                            |
| sab                                  | 20:00                                | Cortuluá                             | 1 - 0                                | Real Santander                       |
| dom                                  | 15:30                                | Uniautónoma                          | 2 - 0                                | Expreso Rojo                         |
| dom                                  | 15:30                                | Bucaramanga                          | 1 - 0                                | Pacífico                             |
| dom                                  | 15:30                                | Unión Magdalena                      | 0 -2                                 | Valledupar                           |
| 6/4                                  | 20:30                                | Pasto                                | 3 - 0                                | Alianza Petrolera                    |

| Fecha 4 - 17 al 20 de febrero de 2011 | Fecha 4 - 17 al 20 de febrero de 2011 | Fecha 4 - 17 al 20 de febrero de 2011 | Fecha 4 - 17 al 20 de febrero de 2011 | Fecha 4 - 17 al 20 de febrero de 2011 |
| Día                                   | Hora                                  | Equipo local                          | Resultado                             | Equipo visitante                      |
| ------------------------------------- | ------------------------------------- | ------------------------------------- | ------------------------------------- | ------------------------------------- |
| jue                                   | 15:30                                 | Barranquilla                          | 0 - 2                                 | Expreso Rojo                          |
| sab                                   | 15:30                                 | Centauros                             | 2 -1                                  | Uniautónoma                           |
| sab                                   | 15:30                                 | Real Santander                        | 2 - 3                                 | Academia                              |
| sab                                   | 15:30                                 | Valledupar                            | 1 - 0                                 | Fortaleza                             |
| sab                                   | 15:30                                 | Bogotá                                | 1 - 0                                 | Bucaramanga                           |
| sab                                   | 19:30                                 | Rionegro                              | 2 -1                                  | Patriotas                             |
| dom                                   | 15:30                                 | Pacífico                              | 1 - 2                                 | Pasto                                 |
| dom                                   | 15:30                                 | Depor'                                | 2 - 0                                 | Cortuluá                              |
| dom                                   | 15:30                                 | Alianza Petrolera                     | 1 - 1                                 | Unión Magdalena                       |

| Fecha 5 - 26 y 27 de febrero de 2011 | Fecha 5 - 26 y 27 de febrero de 2011 | Fecha 5 - 26 y 27 de febrero de 2011 | Fecha 5 - 26 y 27 de febrero de 2011 | Fecha 5 - 26 y 27 de febrero de 2011 |
| Día                                  | Hora                                 | Equipo local                         | Resultado                            | Equipo visitante                     |
| ------------------------------------ | ------------------------------------ | ------------------------------------ | ------------------------------------ | ------------------------------------ |
| sab                                  | 15:30                                | Patriotas                            | 2 - 1                                | Barranquilla                         |
| sab                                  | 15:30                                | Fortaleza                            | 2 - 1                                | Alianza Petrolera                    |
| sab                                  | 15:30                                | Academia                             | 1 - 1                                | Depor                                |
| sab                                  | 15:30                                | Uniautónoma                          | 4 - 1                                | Real Santander                       |
| sab                                  | 20:00                                | Cortuluá                             | 0 - 0                                | Valledupar                           |
| dom                                  | 15:30                                | Bucaramanga                          | 2 - 1                                | Rionegro                             |
| dom                                  | 15:30                                | Pasto                                | 0 - 0                                | Bogotá                               |
| dom                                  | 15:30                                | Unión Magdalena                      | 1 - 1                                | Pacífico                             |
| dom                                  | 15:30                                | Expreso Rojo                         | 0 - 0                                | Centauros                            |

| Fecha 6 - 2 de marzo de 2011 | Fecha 6 - 2 de marzo de 2011 | Fecha 6 - 2 de marzo de 2011 | Fecha 6 - 2 de marzo de 2011 | Fecha 6 - 2 de marzo de 2011 |
| Día                          | Hora                         | Equipo local                 | Resultado                    | Equipo visitante             |
| ---------------------------- | ---------------------------- | ---------------------------- | ---------------------------- | ---------------------------- |
| mie                          | 15:00                        | Pacífico                     | 2 - 0                        | Fortaleza                    |
| mie                          | 15:30                        | Real Santander               | 1 - 0                        | Expreso Rojo                 |
| mie                          | 15:30                        | Depor                        | 3 - 3                        | Uniautónoma                  |
| mie                          | 15:30                        | Alianza Petrolera            | 0 - 1                        | Cortuluá                     |
| mie                          | 15:30                        | Bogotá                       | 3 - 0                        | Unión Magdalena              |
| mie                          | 15:54                        | Barranquilla                 | 1 - 0                        | Centauros                    |
| mie                          | 19:30                        | Valledupar                   | 0 - 1                        | Academia                     |
| mie                          | 19:30                        | Rionegro                     | 0 - 2                        | Pasto                        |
| mie                          | 19:30                        | Patriotas                    | 1 - 0                        | Bucaramanga                  |

| Fecha 7 - 5 y 6 de marzo de 2011 | Fecha 7 - 5 y 6 de marzo de 2011 | Fecha 7 - 5 y 6 de marzo de 2011 | Fecha 7 - 5 y 6 de marzo de 2011 | Fecha 7 - 5 y 6 de marzo de 2011 |
| Día                              | Hora                             | Equipo local                     | Resultado                        | Equipo visitante                 |
| -------------------------------- | -------------------------------- | -------------------------------- | -------------------------------- | -------------------------------- |
| sab                              | 15:30                            | Unión Magdalena                  | 2 - 1                            | Rionegro                         |
| sab                              | 15:30                            | Academia                         | 0 - 0                            | Alianza Petrolera                |
| sab                              | 15:30                            | Centauros                        | 1 - 2                            | Real Santander                   |
| sab                              | 20:00                            | Cortuluá                         | 2 - 3                            | Pacífico                         |
| dom                              | 15:30                            | Bucaramanga                      | 0 - 0                            | Barranquilla                     |
| dom                              | 15:30                            | Pasto                            | 3 - 0                            | Patriotas                        |
| dom                              | 15:30                            | Fortaleza                        | 1 - 1                            | Bogotá                           |
| dom                              | 15:30                            | Uniautónoma                      | 2 - 0                            | Valledupar                       |
| dom                              | 15:30                            | Expreso Rojo                     | 0-0                              | Depor                            |

| Fecha 8 - 12 y 13 de marzo de 2011 | Fecha 8 - 12 y 13 de marzo de 2011 | Fecha 8 - 12 y 13 de marzo de 2011 | Fecha 8 - 12 y 13 de marzo de 2011 | Fecha 8 - 12 y 13 de marzo de 2011 |
| Día                                | Hora                               | Equipo local                       | Resultado                          | Equipo visitante                   |
| ---------------------------------- | ---------------------------------- | ---------------------------------- | ---------------------------------- | ---------------------------------- |
| sáb                                | 15:30                              | Barranquilla                       | 1 - 1                              | Real Santander                     |
| sáb                                | 15:30                              | Valledupar                         | 0 - 0                              | Expreso Rojo                       |
| sáb                                | 15:30                              | Bogotá                             | 1 - 2                              | Cortuluá                           |
| sáb                                | 15:30                              | Rionegro                           | 0 -1                               | Fortaleza                          |
| sáb                                | 15:30                              | Patriotas                          | 1 - 1                              | Unión Magdalena                    |
| dom                                | 15:00                              | Pacífico                           | 1 - 1                              | Academia                           |
| dom                                | 15:30                              | Depor                              | 0 - 1                              | Centauros                          |
| dom                                | 15:30                              | Alianza Petrolera                  | 1 - 1                              | Uniautónoma                        |
| dom                                | 15:30                              | Bucaramanga                        | 1 - 0                              | Pasto                              |

| Fecha 9 - 19 y 20 de marzo de 2011 | Fecha 9 - 19 y 20 de marzo de 2011 | Fecha 9 - 19 y 20 de marzo de 2011 | Fecha 9 - 19 y 20 de marzo de 2011 | Fecha 9 - 19 y 20 de marzo de 2011 |
| Día                                | Hora                               | Equipo local                       | Resultado                          | Equipo visitante                   |
| ---------------------------------- | ---------------------------------- | ---------------------------------- | ---------------------------------- | ---------------------------------- |
| sáb                                | 15:30                              | Centauros                          | 1 - 1                              | Patriotas                          |
| sáb                                | 15:30                              | Real Santander                     | 1 - 1                              | Bucaramanga                        |
| sáb                                | 15:30                              | Valledupar                         | 1 - 0                              | Unión Magdalena                    |
| sáb                                | 15:30                              | Bogotá                             | 3 - 1                              | Academia                           |
| sáb                                | 15:30                              | Barranquilla                       | 0 - 0                              | Uniautónoma                        |
| dom                                | 15:30                              | Pacífico                           | 0 - 0                              | Cortuluá                           |
| dom                                | 15:30                              | Expreso rojo                       | 2 - 2                              | Rionegro                           |
| dom                                | 15:30                              | Depor                              | 2 - 3                              | Pasto                              |
| dom                                | 15:30                              | Alianza Petrolera                  | 0 - 0                              | Fortaleza                          |

| Fecha 10 - 26 y 27 de marzo de 2011 | Fecha 10 - 26 y 27 de marzo de 2011 | Fecha 10 - 26 y 27 de marzo de 2011 | Fecha 10 - 26 y 27 de marzo de 2011 | Fecha 10 - 26 y 27 de marzo de 2011 |
| Día                                 | Hora                                | Equipo local                        | Resultado                           | Equipo visitante                    |
| ----------------------------------- | ----------------------------------- | ----------------------------------- | ----------------------------------- | ----------------------------------- |
| sáb                                 | 15:30                               | Fortaleza                           | 1 - 1                               | Patriotas                           |
| sáb                                 | 15:30                               | Academia                            | 2 - 0                               | Bogotá                              |
| sáb                                 | 15:30                               | Uniautónoma                         | 3 - 1                               | Pacífico                            |
| sáb                                 | 15:30                               | Centauros                           | 2 - 1                               | Valledupar                          |
| sáb                                 | 15:30                               | Real Santander                      | 2 - 1                               | Depor                               |
| sáb                                 | 19:30                               | Expreso Rojo                        | 4 - 1                               | Alianza Petrolera                   |
| sáb                                 | 20:00                               | Cortuluá                            | 0 - 1                               | Rionegro                            |
| dom                                 | 15:30                               | Pasto                               | 0 - 0                               | Barranquilla                        |
| dom                                 | 15:30                               | Unión Magdalena                     | 5 - 2                               | Bucaramanga                         |

| Fecha 11 - 2 y 3 de abril de 2011 | Fecha 11 - 2 y 3 de abril de 2011 | Fecha 11 - 2 y 3 de abril de 2011 | Fecha 11 - 2 y 3 de abril de 2011 | Fecha 11 - 2 y 3 de abril de 2011 |
| Día                               | Hora                              | Equipo local                      | Resultado                         | Equipo visitante                  |
| --------------------------------- | --------------------------------- | --------------------------------- | --------------------------------- | --------------------------------- |
| sáb                               | 15:30                             | Barranquilla                      | 1 - 1                             | Depor                             |
| sáb                               | 15:30                             | Valledupar                        | 2 - 1                             | Santander                         |
| sáb                               | 15:30                             | Bogotá                            | 2 - 1                             | Uniautónoma                       |
| sáb                               | 15:30                             | Rionegro                          | 1 - 1                             | Academia                          |
| sáb                               | 19:30                             | Patriotas                         | 1 - 0                             | Cortuluá                          |
| dom                               | 15:30                             | Pacífico                          | 2 - 3                             | Expreso Rojo                      |
| dom                               | 15:30                             | Alianza Petrolera                 | 4 - 3                             | Centauros                         |
| dom                               | 15:30                             | Bucaramanga                       | 1 - 1                             | Fortaleza                         |
| dom                               | 15:30                             | Pasto                             | 3 - 0                             | Unión Magdalena                   |

| Fecha 12 - 9 y 10 de abril de 2011 | Fecha 12 - 9 y 10 de abril de 2011 | Fecha 12 - 9 y 10 de abril de 2011 | Fecha 12 - 9 y 10 de abril de 2011 | Fecha 12 - 9 y 10 de abril de 2011 |
| Día                                | Hora                               | Equipo local                       | Resultado                          | Equipo visitante                   |
| ---------------------------------- | ---------------------------------- | ---------------------------------- | ---------------------------------- | ---------------------------------- |
| sáb                                | 15:30                              | Fortaleza                          | 2 - 4                              | Pasto                              |
| sáb                                | 15:30                              | Academia                           | 0 - 1                              | Patriotas                          |
| sáb                                | 15:30                              | Uniautónoma                        | 1 - 2                              | Rionegro                           |
| sáb                                | 15:30                              | Centauros                          | 0 - 1                              | Pacífico                           |
| sáb                                | 17:30                              | Santander                          | 5 - 1                              | Alianza Petrolera                  |
| sáb                                | 19:30                              | Expreso Rojo                       | 4 - 0                              | Bogotá                             |
| sáb                                | 20:00                              | Cortuluá                           | 4 - 0                              | Bucaramanga                        |
| dom                                | 15:30                              | Unión Magdalena                    | 0 - 3                              | Barranquilla                       |
| dom                                | 15:30                              | Depor                              | 2 - 0                              | Valledupar                         |

| Fecha 13 - 13 de abril de 2011 | Fecha 13 - 13 de abril de 2011 | Fecha 13 - 13 de abril de 2011 | Fecha 13 - 13 de abril de 2011 | Fecha 13 - 13 de abril de 2011 |
| Día                            | Hora                           | Equipo local                   | Resultado                      | Equipo visitante               |
| ------------------------------ | ------------------------------ | ------------------------------ | ------------------------------ | ------------------------------ |
| mie                            | 15:00                          | Pacífico                       | 1 - 1                          | Santander                      |
| mie                            | 15:30                          | Alianza Petrolera              | 0 - 1                          | Depor                          |
| mie                            | 15:30                          | Bogotá                         | 1 - 0                          | Centauros                      |
| mie                            | 15:30                          | Unión Magdalena                | 2 - 0                          | Fortaleza                      |
| mie                            | 19:30                          | Rionegro                       | 3 - 1                          | Expreso Rojo                   |
| mie                            | 19:30                          | Patriotas                      | 2 - 1                          | Uniatónoma                     |
| mie                            | 20:30                          | Bucaramanga                    | 1 - 0                          | Academia                       |
| mie                            | 20:30                          | Pasto                          | 4 - 0                          | Cortuluá                       |
| 20/4                           | 15:30                          | Barranquilla                   | 1 - 1                          | Valledupar                     |

| Fecha 14 - 16 y 17 de abril de 2011 | Fecha 14 - 16 y 17 de abril de 2011 | Fecha 14 - 16 y 17 de abril de 2011 | Fecha 14 - 16 y 17 de abril de 2011 | Fecha 14 - 16 y 17 de abril de 2011 |
| Día                                 | Hora                                | Equipo local                        | Resultado                           | Equipo visitante                    |
| ----------------------------------- | ----------------------------------- | ----------------------------------- | ----------------------------------- | ----------------------------------- |
| sáb                                 | 15:30                               | Fortaleza                           | 2 - 1                               | Barranquilla                        |
| sáb                                 | 15:30                               | Uniautónoma                         | 2 - 1                               | Bucaramanga                         |
| sáb                                 | 15:30                               | Centauros                           | 1 - 2                               | Rionegro                            |
| sáb                                 | 15:30                               | Santander                           | 0 - 2                               | Bogotá                              |
| sáb                                 | 15:30                               | Valledupar                          | 1 - 0                               | Alianza Petrolera                   |
| sáb                                 | 19:30                               | Expreso Rojo                        | 2 - 2                               | Patriotas                           |
| dom                                 | 15:30                               | Cortuluá                            | 5 - 1                               | Unión Magdalena                     |
| dom                                 | 15:30                               | Academia                            | 1 - 0                               | Pasto                               |
| dom                                 | 15:30                               | Depor                               | 0 - 1                               | Pacífico                            |

| Fecha 15 - 23 de abril de 2011 | Fecha 15 - 23 de abril de 2011 | Fecha 15 - 23 de abril de 2011 | Fecha 15 - 23 de abril de 2011 | Fecha 15 - 23 de abril de 2011 |
| Día                            | Hora                           | Equipo local                   | Resultado                      | Equipo visitante               |
| ------------------------------ | ------------------------------ | ------------------------------ | ------------------------------ | ------------------------------ |
| sáb                            | 15:00                          | Barranquilla                   | 2 - 0                          | Alianza Petrolera              |
| sáb                            | 15:00                          | Bogotá                         | 2 - 2                          | Depor                          |
| sáb                            | 15:00                          | Rionegro                       | 2 - 1                          | Santander                      |
| sáb                            | 15:00                          | Patriotas                      | 2 - 1                          | Centauros                      |
| sáb                            | 15:00                          | Bucaramanga                    | 1 - 0                          | Expreso Rojo                   |
| sáb                            | 15:00                          | Pasto                          | 1 - 0                          | Uniautónoma                    |
| sáb                            | 15:00                          | Fortaleza                      | 0 - 0                          | Cortuluá                       |
| 11/5                           | 15:00                          | Pacífico                       | 1 - 1                          | Valledupar                     |
| 11/5                           | 15:00                          | Unión Magdalena                | 0 - 1                          | Academia                       |

| Fecha 16 - 30 de abril de 2011 | Fecha 16 - 30 de abril de 2011 | Fecha 16 - 30 de abril de 2011 | Fecha 16 - 30 de abril de 2011 | Fecha 16 - 30 de abril de 2011 |
| Día                            | Hora                           | Equipo local                   | Resultado                      | Equipo visitante               |
| ------------------------------ | ------------------------------ | ------------------------------ | ------------------------------ | ------------------------------ |
| sáb                            | 15:30                          | Cortuluá                       | 2 - 0                          | Barranquilla                   |
| sáb                            | 15:30                          | Academia                       | 0 - 2                          | Fortaleza                      |
| sáb                            | 15:30                          | Uniautónoma                    | 4 - 1                          | Unión Magdalena                |
| sáb                            | 15:30                          | Expreso Rojo                   | 0 - 2                          | Pasto                          |
| sáb                            | 15:30                          | Centauros                      | 4 - 0                          | Bucaramanga                    |
| sáb                            | 15:30                          | Santander                      | 4 - 0                          | Patriotas                      |
| sáb                            | 15:30                          | Depor                          | 3 - 1                          | Rionegro                       |
| sáb                            | 15:30                          | Valledupar                     | 3 - 0                          | Bogotá                         |
| sáb                            | 15:30                          | Alianza Petrolera              | 1 - 0                          | Pacífico                       |

| Fecha 17 - 7 de mayo de 2011 | Fecha 17 - 7 de mayo de 2011 | Fecha 17 - 7 de mayo de 2011 | Fecha 17 - 7 de mayo de 2011 | Fecha 17 - 7 de mayo de 2011 |
| Día                          | Hora                         | Equipo local                 | Resultado                    | Equipo visitante             |
| ---------------------------- | ---------------------------- | ---------------------------- | ---------------------------- | ---------------------------- |
| sáb                          | 15:00                        | Barranquilla                 | 0 - 2                        | Pacífico                     |
| sáb                          | 15:00                        | Bogotá                       | 2 - 0                        | Alianza Petrolera            |
| sáb                          | 15:00                        | Rionegro                     | 1 - 0                        | Valledupar                   |
| sáb                          | 15:00                        | Bucaramanga                  | 3 - 1                        | Santander                    |
| sáb                          | 15:00                        | Unión Magdalena              | 5 - 2                        | Expreso Rojo                 |
| sáb                          | 15:00                        | Cortuluá                     | 2 - 0                        | Academia                     |
| sáb                          | 15:00                        | Fortaleza                    | 3 - 1                        | Uniautónoma                  |
| sáb                          | 17:00                        | Patriotas                    | 6 - 1                        | Depor                        |
| sáb                          | 20:30                        | Pasto                        | 1 - 0                        | Centauros                    |

| Fecha 18 - 14 de mayo de 2011 | Fecha 18 - 14 de mayo de 2011 | Fecha 18 - 14 de mayo de 2011 | Fecha 18 - 14 de mayo de 2011 | Fecha 18 - 14 de mayo de 2011 |
| Día                           | Hora                          | Equipo local                  | Resultado                     | Equipo visitante              |
| ----------------------------- | ----------------------------- | ----------------------------- | ----------------------------- | ----------------------------- |
| sáb                           | 15:00                         | Academia                      | 2 - 0                         | Barranquilla                  |
| sáb                           | 15:00                         | Expreso Rojo                  | 1 - 1                         | Fortaleza                     |
| sáb                           | 15:00                         | Uniautónoma                   | 2 - 0                         | Cortuluá                      |
| sáb                           | 15:00                         | Valledupar                    | 1 - 0                         | Patriotas                     |
| sáb                           | 15:00                         | Alianza Petrolera             | 0 -1                          | Rionegro                      |
| sáb                           | 15:00                         | Santander                     | 0 - 0                         | Pasto                         |
| sáb                           | 15:00                         | Depor                         | 1 -2                          | Bucaramanga                   |
| sáb                           | 15:00                         | Pacífico                      | 4 - 2                         | Bogotá                        |
| sáb                           | 15:50                         | Centauros                     | 5 - 3                         | Unión Magdalena               |

### Fase final
|  | Cuartos de final   | Cuartos de final | Cuartos de final |      |                | Semifinales     | Semifinales     | Semifinales     |  |  | Final           | Final           | Final           |
|  | 18 y 21 de mayo    | 18 y 21 de mayo  | 18 y 21 de mayo  |      |                | 25 y 28 de mayo | 25 y 28 de mayo | 25 y 28 de mayo |  |  | 5 y 11 de junio | 5 y 11 de junio | 5 y 11 de junio |
|  |                    |                  |                  |      |                |                 |                 |                 |  |  |                 |                 |                 |
|  | Academia           | 1                | 0                |      |                |                 |                 |                 |  |  |                 |                 |                 |
|  | Patriotas          | 0                | 2                |      |                |                 |                 |                 |  |  |                 |                 |                 |
|  | Patriotas          | 0                | 2                |      | Patriotas      | 1               | 1               |                 |  |  |                 |                 |                 |
|  |                    |                  |                  |      | Patriotas      | 1               | 1               |                 |  |  |                 |                 |                 |
|  |                    | Valledupar F. C. | 0                | 0    |                |                 |                 |                 |  |  |                 |                 |                 |
|  | Deportivo Pasto    | Valledupar F. C. | 0                | 0    | 0              | 1(2)            |                 |                 |  |  |                 |                 |                 |
|  | Deportivo Pasto    |                  |                  |      | 0              | 1(2)            |                 |                 |  |  |                 |                 |                 |
|  | Valledupar F. C.   | 0                | 1(3)             |      |                |                 |                 |                 |  |  |                 |                 |                 |
|  |                    |                  |                  |      |                |                 |                 |                 |  |  | Patriotas       | 0               | 0(5)            |
|  |                    |                  | Cortuluá         | 0    | 0(4)           |                 |                 |                 |  |  |                 |                 |                 |
|  | Pacífico F. C.     | 1                | 2(4)             |      |                |                 |                 |                 |  |  |                 |                 |                 |
|  | Uniautónoma        | 3                | 0(1)             |      |                |                 |                 |                 |  |  |                 |                 |                 |
|  | Uniautónoma        | 3                | 0(1)             |      | Pacífico F. C. | 1               | 0(4)            |                 |  |  |                 |                 |                 |
|  |                    |                  |                  |      | Pacífico F. C. | 1               | 0(4)            |                 |  |  |                 |                 |                 |
|  |                    | Cortuluá         | 0                | 1(5) |                |                 |                 |                 |  |  |                 |                 |                 |
|  | Deportivo Rionegro | Cortuluá         | 0                | 1(5) | 0              | 0               |                 |                 |  |  |                 |                 |                 |
|  | Deportivo Rionegro |                  |                  |      | 0              | 0               |                 |                 |  |  |                 |                 |                 |
|  | Cortuluá           | 1                | 2                |      |                |                 |                 |                 |  |  |                 |                 |                 |

#### Final
| 5 de junio de 2011, 15:30 | Cortuluá | 0:0     | Patriotas | Estadio Doce de Octubre, Tuluá           |                                          |
|                           |          | Reporte |           | Árbitro(s): Gustavo González (Antioquia) | Árbitro(s): Gustavo González (Antioquia) |

| 11 de junio de 2011, 15:00 | Patriotas                                  | 0:0 (5:4 p.)               | Cortuluá                                     | Estadio de La Independencia, Tunja    |                                       |
|                            |                                            | Reporte                    |                                              | Árbitro(s): Jaime Hernández (Quindío) | Árbitro(s): Jaime Hernández (Quindío) |
|                            |                                            | Tiros desde el punto penal |                                              |                                       |                                       |
|                            | Amador · Rivas · Mosquera · López · Chávez |                            | Zapata · Ramírez · Perlaza · Ordóñez · Muñoz |                                       |                                       |

|                                |
| Patriotas                      |
| Clasificado a la final del año |

### Goleadores
| Jugador                | Equipo             | Goles |
| ---------------------- | ------------------ | ----- |
| Tommy Tobar            | Pacífico F. C.     | 11    |
| Orlando Ballesteros    | Uniautónoma        | 10    |
| José Largacha          | Patriotas          | 8     |
| Wilder Guisao          | Bogotá F. C.       | 8     |
| Carlos Daniel Hidalgo  | Deportivo Pasto    | 8     |
| Héctor Fabián Ramírez  | Cortuluá           | 8     |
| Óscar Londoño          | Academia           | 7     |
| Sergio Esteban Romero  | Real Santander     | 7     |
| Leandro Vargas         | Uniautónoma        | 7     |
| John Edisson Hernández | Deportivo Rionegro | 6     |
| Anderson Plata         | Valledupar F. C.   | 6     |

## Torneo Finalización

### Todos contra todos

#### Clasificación
| Pos. | Equipos              | PJ | PG | PE | PP | GF | GC | Dif. | Pts. |
| ---- | -------------------- | -- | -- | -- | -- | -- | -- | ---- | ---- |
| 1.   | Deportivo Pasto      | 18 | 9  | 7  | 2  | 32 | 15 | 17   | 34   |
| 2.   | Centauros            | 18 | 8  | 7  | 3  | 28 | 25 | 3    | 31   |
| 3.   | Alianza Petrolera    | 18 | 8  | 5  | 5  | 24 | 16 | 8    | 29   |
| 4.   | Bogotá F. C.         | 18 | 8  | 5  | 5  | 26 | 21 | 5    | 29   |
| 5.   | Deportivo Rionegro   | 18 | 8  | 4  | 6  | 33 | 23 | 10   | 28   |
| 6.   | Uniautónoma          | 18 | 8  | 4  | 6  | 33 | 24 | 9    | 28   |
| 7.   | Expreso Rojo         | 18 | 7  | 7  | 4  | 21 | 15 | 6    | 28   |
| 8.   | Academia             | 18 | 7  | 7  | 4  | 27 | 24 | 3    | 28   |
| 9.   | Real Santander       | 18 | 7  | 6  | 5  | 23 | 19 | 4    | 27   |
| 10.  | Fortaleza            | 18 | 6  | 8  | 4  | 20 | 18 | 2    | 26   |
| 11.  | Atlético Bucaramanga | 18 | 5  | 8  | 5  | 16 | 18 | -2   | 23   |
| 12.  | Valledupar F. C.     | 18 | 7  | 2  | 9  | 22 | 28 | -6   | 23   |
| 13.  | Unión Magdalena      | 18 | 5  | 5  | 8  | 19 | 22 | -3   | 20   |
| 14.  | Cortuluá             | 18 | 4  | 8  | 6  | 22 | 27 | -5   | 20   |
| 15.  | Patriotas            | 18 | 4  | 6  | 8  | 21 | 25 | -4   | 18   |
| 16.  | Pacífico F. C.       | 18 | 3  | 6  | 9  | 14 | 28 | -14  | 15   |
| 17.  | Barranquilla F. C.   | 18 | 3  | 5  | 10 | 12 | 28 | -16  | 14   |
| 18.  | Depor Aguablanca     | 18 | 2  | 6  | 10 | 15 | 32 | -17  | 12   |

|  |                               |
|  | Clasificados a la Fase final. |
|  | Eliminados.                   |

#### Resultados
- Los horarios corresponden a la hora de Colombia (UTC-5)

Nota: Los horarios se definen la semana previa a cada jornada. Solamente la final fue transmitida por televisión.
| Fecha 1 - 18 y 19 de junio de 2011 | Fecha 1 - 18 y 19 de junio de 2011 | Fecha 1 - 18 y 19 de junio de 2011 | Fecha 1 - 18 y 19 de junio de 2011 | Fecha 1 - 18 y 19 de junio de 2011 |
| Día                                | Hora                               | Equipo local                       | Resultado                          | Equipo visitante                   |
| ---------------------------------- | ---------------------------------- | ---------------------------------- | ---------------------------------- | ---------------------------------- |
| sab                                | 15:30                              | Bogotá                             | 1 - 0                              | Barranquilla                       |
| sab                                | 15:30                              | Pacífico                           | 0 - 0                              | Rionegro                           |
| sab                                | 15:30                              | Valledupar                         | 1 - 1                              | Bucaramanga                        |
| sab                                | 15:30                              | Real Santander                     | 0 - 0                              | Unión Magdalena                    |
| sab                                | 15:30                              | Uniautónoma                        | 4 - 0                              | Academia                           |
| sab                                | 19:30                              | Expreso Rojo                       | 1 - 0                              | Cortuluá                           |
| dom                                | 15:00                              | Centauros                          | 3 - 2                              | Fortaleza                          |
| dom                                | 15:30                              | Alianza Petrolera                  | 1 - 0                              | Patriotas                          |
| dom                                | 15:30                              | Pasto                              | 4 - 0                              | Depor                              |

| Fecha 2 - 25 y 26 de junio de 2011 | Fecha 2 - 25 y 26 de junio de 2011 | Fecha 2 - 25 y 26 de junio de 2011 | Fecha 2 - 25 y 26 de junio de 2011 | Fecha 2 - 25 y 26 de junio de 2011 |
| Día                                | Hora                               | Equipo local                       | Resultado                          | Equipo visitante                   |
| ---------------------------------- | ---------------------------------- | ---------------------------------- | ---------------------------------- | ---------------------------------- |
| sab                                | 13:30                              | Barranquilla                       | 0 - 3                              | Uniautónoma                        |
| sab                                | 15:30                              | Academia                           | 1 - 1                              | Expreso Rojo                       |
| sab                                | 15:30                              | Fortaleza                          | 1 - 1                              | Real Santander                     |
| sab                                | 15:30                              | Bucaramanga                        | 0 - 0                              | Alianza Petrolera                  |
| sab                                | 15:30                              | Patriotas                          | 2 - 1                              | Pacífico                           |
| sab                                | 15:30                              | Rionegro                           | 3 - 0                              | Bogotá                             |
| dom                                | 15:30                              | Pasto                              | 1 - 0                              | Valledupar                         |
| 24/8                               | 19:30                              | Unión Magdalena                    | 0 - 0                              | Depor                              |
| 24/8                               | 20:00                              | Cortuluá                           | 0 - 0                              | Centauros                          |

| Fecha 3 - 2 al 4 de julio de 2011 | Fecha 3 - 2 al 4 de julio de 2011 | Fecha 3 - 2 al 4 de julio de 2011 | Fecha 3 - 2 al 4 de julio de 2011 | Fecha 3 - 2 al 4 de julio de 2011 |
| Día                               | Hora                              | Equipo local                      | Resultado                         | Equipo visitante                  |
| --------------------------------- | --------------------------------- | --------------------------------- | --------------------------------- | --------------------------------- |
| sab                               | 15:00                             | Barranquilla                      | 2 - 1                             | Rionegro                          |
| sab                               | 15:30                             | Valledupar                        | 2 - 1                             | Unión Magdalena                   |
| sab                               | 15:30                             | Real Santander                    | 1 - 0                             | Cortuluá                          |
| sab                               | 19:30                             | Expreso Rojo                      | 2 - 0                             | Uniautónoma                       |
| dom                               | 15:00                             | Bogotá                            | 2 - 1                             | Patriotas                         |
| dom                               | 15:30                             | Pacífico                          | 2 - 0                             | Bucaramanga                       |
| dom                               | 15:30                             | Alianza Petrolera                 | 2 - 0                             | Pasto                             |
| lun                               | 11:00                             | Centauros                         | 1 - 1                             | Academia                          |
| 14/9                              | 18:30                             | Depor                             | 1 - 1                             | Fortaleza                         |

| Fecha 4 - 16 y 17 de julio de 2011 | Fecha 4 - 16 y 17 de julio de 2011 | Fecha 4 - 16 y 17 de julio de 2011 | Fecha 4 - 16 y 17 de julio de 2011 | Fecha 4 - 16 y 17 de julio de 2011 |
| Día                                | Hora                               | Equipo local                       | Resultado                          | Equipo visitante                   |
| ---------------------------------- | ---------------------------------- | ---------------------------------- | ---------------------------------- | ---------------------------------- |
| sab                                | 11:00                              | Patriotas                          | 3 - 1                              | Rionegro                           |
| sab                                | 19:30                              | Expreso Rojo                       | 2 - 0                              | Barranquilla                       |
| sab                                | 19:30                              | Academia                           | 3 - 1                              | Real Santander                     |
| dom                                | 15:00                              | Fortaleza                          | 2 - 1                              | Valledupar                         |
| dom                                | 15:00                              | Uniautónoma                        | 2 - 1                              | Centauros                          |
| dom                                | 15:30                              | Unión Magdalena                    | 1 - 3                              | Alianza Petrolera                  |
| dom                                | 15:30                              | Pasto                              | 4 - 1                              | Pacífico                           |
| dom                                | 15:30                              | Bucaramanga                        | 1 - 1                              | Bogotá                             |
| 31/8                               | 20:00                              | Cotuluá                            | 3 - 1                              | Depor                              |

| Fecha 5 - 21 de agosto de 2011 | Fecha 5 - 21 de agosto de 2011 | Fecha 5 - 21 de agosto de 2011 | Fecha 5 - 21 de agosto de 2011 | Fecha 5 - 21 de agosto de 2011 |
| Día                            | Hora                           | Equipo local                   | Resultado                      | Equipo visitante               |
| ------------------------------ | ------------------------------ | ------------------------------ | ------------------------------ | ------------------------------ |
| dom                            | 15:30                          | Rionegro                       | 1 - 3                          | Bucaramanga                    |
| dom                            | 15:30                          | Bogotá                         | 0 - 3                          | Pasto                          |
| dom                            | 15:30                          | Pacífico                       | 1 - 2                          | Unión Magdalena                |
| dom                            | 15:30                          | Alianza Petrolera              | 2 - 0                          | Fortaleza                      |
| dom                            | 15:30                          | Valledupar                     | 3 - 1                          | Cortuluá                       |
| dom                            | 15:30                          | Depor                          | 2 - 2                          | Academia                       |
| dom                            | 15:30                          | Real Santander                 | 0 - 0                          | Uniautónoma                    |
| 4/10                           | 15:30                          | Barranquilla                   | 1 - 0                          | Patriotas                      |
| 5/10                           | 15:00                          | Centauros                      | 1 - 1                          | Expreso Rojo                   |

| Fecha 6 - 27 y 28 de agosto de 2011 | Fecha 6 - 27 y 28 de agosto de 2011 | Fecha 6 - 27 y 28 de agosto de 2011 | Fecha 6 - 27 y 28 de agosto de 2011 | Fecha 6 - 27 y 28 de agosto de 2011 |
| Día                                 | Hora                                | Equipo local                        | Resultado                           | Equipo visitante                    |
| ----------------------------------- | ----------------------------------- | ----------------------------------- | ----------------------------------- | ----------------------------------- |
| sab                                 | 15:00                               | Uniautónoma                         | 2 - 1                               | Depor                               |
| sab                                 | 15:30                               | Academia                            | 3 - 0                               | Valledupar                          |
| sab                                 | 15:30                               | Fortaleza                           | 0 - 0                               | Pacífico                            |
| sab                                 | 19:30                               | Expreso Rojo                        | 1 - 2                               | Real Santander                      |
| sab                                 | 20:20                               | Cortuluá                            | 3 - 3                               | Alianza Petrolera                   |
| dom                                 | 15:00                               | Centauros                           | 1 - 0                               | Baranquilla                         |
| dom                                 | 15:00                               | Unión Magdalena                     | 0 - 1                               | Bogotá                              |
| dom                                 | 15:00                               | Pasto                               | 1 - 0                               | Rionegro                            |
| dom                                 | 15:00                               | Bucaramanga                         | 2 - 2                               | Patriotas                           |

| Fecha 7 - 3 al 5 de septiembre de 2011 | Fecha 7 - 3 al 5 de septiembre de 2011 | Fecha 7 - 3 al 5 de septiembre de 2011 | Fecha 7 - 3 al 5 de septiembre de 2011 | Fecha 7 - 3 al 5 de septiembre de 2011 |
| Día                                    | Hora                                   | Equipo local                           | Resultado                              | Equipo visitante                       |
| -------------------------------------- | -------------------------------------- | -------------------------------------- | -------------------------------------- | -------------------------------------- |
| sab                                    | 15:00                                  | Patriotas                              | 2 - 2                                  | Pasto                                  |
| sab                                    | 15:30                                  | Rionegro                               | 1 - 0                                  | Unión Magdalena                        |
| sab                                    | 15:30                                  | Valledupar                             | 3 - 2                                  | Uniautónoma                            |
| sab                                    | 15:30                                  | Real Santander                         | 5 - 0                                  | Centauros                              |
| dom                                    | 10:00                                  | Barranquilla                           | 1 - 1                                  | Bucaramanga                            |
| dom                                    | 15:30                                  | Bogotá                                 | 3 - 0                                  | Fortaleza                              |
| dom                                    | 15:30                                  | Alianza Petrolera                      | 3 - 0                                  | Academia                               |
| dom                                    | 15:30                                  | Depor                                  | 1 - 1                                  | Expreso Rojo                           |
| lun                                    | 15:30                                  | Pacífico                               | 0 - 0                                  | Cortuluá                               |

| Fecha 8 - 10 y 11 de septiembre de 2011 | Fecha 8 - 10 y 11 de septiembre de 2011 | Fecha 8 - 10 y 11 de septiembre de 2011 | Fecha 8 - 10 y 11 de septiembre de 2011 | Fecha 8 - 10 y 11 de septiembre de 2011 |
| Día                                     | Hora                                    | Equipo local                            | Resultado                               | Equipo visitante                        |
| --------------------------------------- | --------------------------------------- | --------------------------------------- | --------------------------------------- | --------------------------------------- |
| sab                                     | 15:00                                   | Uniautónoma                             | 0 - 0                                   | Alianza Petrolera                       |
| sab                                     | 15:30                                   | Real Santander                          | 0 - 0                                   | Barranquilla                            |
| sab                                     | 15:30                                   | Expreso Rojo                            | 1 - 0                                   | Valledupar                              |
| sab                                     | 15:30                                   | Fortaleza                               | 3 - 3                                   | Rionegro                                |
| sab                                     | 15:30                                   | Academia                                | 3 - 0                                   | Pacífico                                |
| dom                                     | 11:00                                   | Centauros                               | 3 - 1                                   | Depor                                   |
| dom                                     | 15:30                                   | Cortuluá                                | 2 - 1                                   | Bogotá                                  |
| dom                                     | 15:30                                   | Unión Magdalena                         | 0 - 0                                   | Patriotas                               |
| dom                                     | 15:30                                   | Pasto                                   | 1 - 1                                   | Bucaramanga                             |

| Fecha 9 - 17 y 18 de septiembre de 2011 | Fecha 9 - 17 y 18 de septiembre de 2011 | Fecha 9 - 17 y 18 de septiembre de 2011 | Fecha 9 - 17 y 18 de septiembre de 2011 | Fecha 9 - 17 y 18 de septiembre de 2011 |
| Día                                     | Hora                                    | Equipo local                            | Resultado                               | Equipo visitante                        |
| --------------------------------------- | --------------------------------------- | --------------------------------------- | --------------------------------------- | --------------------------------------- |
| sab                                     | 15:00                                   | Patriotas                               | 2 - 2                                   | Centauros                               |
| sab                                     | 15:00                                   | Fortaleza                               | 1 - 0                                   | Alianza Petrolera                       |
| sab                                     | 15:30                                   | Uniautónoma                             | 4 - 1                                   | Barranquilla                            |
| sab                                     | 15:30                                   | Rionegro                                | 0 - 0                                   | Expreso Rojo                            |
| sab                                     | 15:30                                   | Bucaramanga                             | 2 - 3                                   | Real Santander                          |
| sab                                     | 15:30                                   | Academia                                | 2 - 2                                   | Bogotá                                  |
| dom                                     | 15:30                                   | Depor                                   | 1 - 2                                   | Pasto                                   |
| dom                                     | 15:30                                   | Unión Magdalena                         | 3 - 1                                   | Valledupar                              |
| dom                                     | 15:30                                   | Cortuluá                                | 0 - 0                                   | Pacífico                                |

| Fecha 10 - 21 de septiembre de 2011 | Fecha 10 - 21 de septiembre de 2011 | Fecha 10 - 21 de septiembre de 2011 | Fecha 10 - 21 de septiembre de 2011 | Fecha 10 - 21 de septiembre de 2011 |
| Día                                 | Hora                                | Equipo local                        | Resultado                           | Equipo visitante                    |
| ----------------------------------- | ----------------------------------- | ----------------------------------- | ----------------------------------- | ----------------------------------- |
| mie                                 | 15:00                               | Barranquilla                        | 1 - 1                               | Pasto                               |
| mie                                 | 15:00                               | Bogotá                              | 1 - 1                               | Academia                            |
| mie                                 | 15:00                               | Pacífico                            | 2 - 2                               | Uniautónoma                         |
| mie                                 | 15:00                               | Alianza Petrolera                   | 1 - 0                               | Expreso Rojo                        |
| mie                                 | 19:30                               | Rionegro                            | 4 - 0                               | Cortuluá                            |
| mie                                 | 19:30                               | Valledupar                          | 0 - 3                               | Centauros                           |
| mie                                 | 20:00                               | Bucaramanga                         | 1 - 0                               | Unión Magdalena                     |
| jue                                 | 19:30                               | Patriotas                           | 0 - 1                               | Fortaleza                           |
| 5/10                                | 19:00                               | Depor                               | 2 - 3                               | Real Santander                      |

| Fecha 11 - 24 y 25 de septiembre de 2011 | Fecha 11 - 24 y 25 de septiembre de 2011 | Fecha 11 - 24 y 25 de septiembre de 2011 | Fecha 11 - 24 y 25 de septiembre de 2011 | Fecha 11 - 24 y 25 de septiembre de 2011 |
| Día                                      | Hora                                     | Equipo local                             | Resultado                                | Equipo visitante                         |
| ---------------------------------------- | ---------------------------------------- | ---------------------------------------- | ---------------------------------------- | ---------------------------------------- |
| sab                                      | 15:00                                    | Uniautónoma                              | 3 - 1                                    | Bogotá                                   |
| sab                                      | 15:30                                    | Depor                                    | 1 - 0                                    | Barranquilla                             |
| sab                                      | 15:30                                    | Real Santander                           | 1 - 0                                    | Valledupar                               |
| sab                                      | 15:30                                    | Expreso Rojo                             | 1 - 0                                    | Pacífico                                 |
| sab                                      | 15:30                                    | Academia                                 | 2 - 0                                    | Rionegro                                 |
| dom                                      | 11:00                                    | Centauros                                | 2 - 1                                    | Alianza Petrolera                        |
| dom                                      | 15:00                                    | Fortaleza                                | 0 - 0                                    | Bucaramanga                              |
| dom                                      | 15:30                                    | Cortuluá                                 | 2 - 1                                    | Patriotas                                |
| dom                                      | 15:30                                    | Unión Magdalena                          | 2 - 1                                    | Pasto                                    |

| Fecha 12 - 28 de septiembre de 2011 | Fecha 12 - 28 de septiembre de 2011 | Fecha 12 - 28 de septiembre de 2011 | Fecha 12 - 28 de septiembre de 2011 | Fecha 12 - 28 de septiembre de 2011 |
| Día                                 | Hora                                | Equipo local                        | Resultado                           | Equipo visitante                    |
| ----------------------------------- | ----------------------------------- | ----------------------------------- | ----------------------------------- | ----------------------------------- |
| mie                                 | 15:00                               | Barranquilla                        | 1 - 3                               | Unión Magdalena                     |
| mie                                 | 15:00                               | Patriotas                           | 1 - 1                               | Academia                            |
| mie                                 | 15:00                               | Bogotá                              | 2 - 1                               | Expreso Rojo                        |
| mie                                 | 15:00                               | Pacífico                            | 2 - 2                               | Centauros                           |
| mie                                 | 15:00                               | Alianza Petrolera                   | 2 - 1                               | Real Santander                      |
| mie                                 | 15:30                               | Valledupar                          | 2 - 2                               | Depor                               |
| mie                                 | 19:30                               | Rionegro                            | 5 - 3                               | Uniautónoma                         |
| mie                                 | 20:00                               | Pasto                               | 1 - 0                               | Fortaleza                           |
| mie                                 | 20:00                               | Bucaramanga                         | 1 - 0                               | Cortuluá                            |

| Fecha 13 - 1 y 2 de octubre de 2011 | Fecha 13 - 1 y 2 de octubre de 2011 | Fecha 13 - 1 y 2 de octubre de 2011 | Fecha 13 - 1 y 2 de octubre de 2011 | Fecha 13 - 1 y 2 de octubre de 2011 |
| Día                                 | Hora                                | Equipo local                        | Resultado                           | Equipo visitante                    |
| ----------------------------------- | ----------------------------------- | ----------------------------------- | ----------------------------------- | ----------------------------------- |
| sab                                 | 15:00                               | Uniautónoma                         | 4 - 0                               | Patriotas                           |
| sab                                 | 15:30                               | Valledupar                          | 2 - 0                               | Barranquilla                        |
| sab                                 | 15:30                               | Real Santander                      | 2 - 0                               | Pacífico                            |
| sab                                 | 15:30                               | Expreso Rojo                        | 1 - 2                               | Rionegro                            |
| sab                                 | 15:30                               | Academia                            | 2 - 0                               | Bucaramanga                         |
| dom                                 | 11:00                               | Centauros                           | 3 - 1                               | Bogotá                              |
| dom                                 | 15:15                               | Fortaleza                           | 2 - 0                               | Unión Magdalena                     |
| dom                                 | 15:30                               | Cortuluá                            | 1 - 1                               | Pasto                               |
| dom                                 | 17:30                               | Depor                               | 0 - 4                               | Alianza Petrolera                   |

| Fecha 14 - 8 y 9 de octubre de 2011 | Fecha 14 - 8 y 9 de octubre de 2011 | Fecha 14 - 8 y 9 de octubre de 2011 | Fecha 14 - 8 y 9 de octubre de 2011 | Fecha 14 - 8 y 9 de octubre de 2011 |
| Día                                 | Hora                                | Equipo local                        | Resultado                           | Equipo visitante                    |
| ----------------------------------- | ----------------------------------- | ----------------------------------- | ----------------------------------- | ----------------------------------- |
| sab                                 | 15:00                               | Bogotá                              | 0 - 0                               | Real Santander                      |
| sab                                 | 15:00                               | Patriotas                           | 1 - 2                               | Expreso Rojo                        |
| sab                                 | 15:30                               | Barranquilla                        | 1 - 1                               | Fortaleza                           |
| sab                                 | 19:30                               | Rionegro                            | 4 - 0                               | Centauros                           |
| sab                                 | 20:00                               | Bucaramanga                         | 0 - 1                               | Uniautónoma                         |
| dom                                 | 15:00                               | Pacífico                            | 0 - 2                               | Depor                               |
| dom                                 | 15:00                               | Alianza Petrolera                   | 0 - 1                               | Valledupar                          |
| dom                                 | 15:30                               | Pasto                               | 3 - 0                               | Academia                            |
| dom                                 | 15:30                               | Unión Magdalena                     | 3 - 3                               | Cortuluá                            |

| Fecha 15 - 15 y 16 de octubre de 2011 | Fecha 15 - 15 y 16 de octubre de 2011 | Fecha 15 - 15 y 16 de octubre de 2011 | Fecha 15 - 15 y 16 de octubre de 2011 | Fecha 15 - 15 y 16 de octubre de 2011 |
| Día                                   | Hora                                  | Equipo local                          | Resultado                             | Equipo visitante                      |
| ------------------------------------- | ------------------------------------- | ------------------------------------- | ------------------------------------- | ------------------------------------- |
| sab                                   | 15:10                                 | Uniautónoma                           | 2 - 2                                 | Pasto                                 |
| sab                                   | 15:30                                 | Valledupar                            | 3 - 1                                 | Pacífico                              |
| sab                                   | 15:30                                 | Real Santander                        | 2 - 2                                 | Rionegro                              |
| sab                                   | 15:30                                 | Expreso Rojo                          | 1 - 1                                 | Bucaramanga                           |
| sab                                   | 15:30                                 | Academia                              | 1 - 0                                 | Unión Magdalena                       |
| dom                                   | 11:00                                 | Centauros                             | 2 - 1                                 | Patriotas                             |
| dom                                   | 15:00                                 | Alianza Petrolera                     | 1 - 1                                 | Barranquilla                          |
| dom                                   | 15:30                                 | Depor                                 | 0 - 2                                 | Bogotá                                |
| dom                                   | 18:10                                 | Cortuluá                              | 1 - 1                                 | Fortaleza                             |

| Fecha 16 - 22 y 23 de octubre de 2011 | Fecha 16 - 22 y 23 de octubre de 2011 | Fecha 16 - 22 y 23 de octubre de 2011 | Fecha 16 - 22 y 23 de octubre de 2011 | Fecha 16 - 22 y 23 de octubre de 2011 |
| Día                                   | Hora                                  | Equipo local                          | Resultado                             | Equipo visitante                      |
| ------------------------------------- | ------------------------------------- | ------------------------------------- | ------------------------------------- | ------------------------------------- |
| sab                                   | 14:00                                 | Pacífico                              | 1 - 0                                 | Alianza Petrolera                     |
| sab                                   | 15:00                                 | Barranquilla                          | 2 - 1                                 | Cortuluá                              |
| sab                                   | 15:00                                 | Bogotá                                | 3 - 0                                 | Valledupar                            |
| sab                                   | 15:30                                 | Unión Magdalena                       | 2 - 0                                 | Uniautónoma                           |
| sab                                   | 19:30                                 | Rionegro                              | 2 - 0                                 | Depor                                 |
| sab                                   | 20:00                                 | Bucaramanga                           | 0 - 2                                 | Centauros                             |
| dom                                   | 11:00                                 | Patriotas                             | 2 - 1                                 | Real Santander                        |
| dom                                   | 15:00                                 | Fortaleza                             | 2 - 0                                 | Academia                              |
| dom                                   | 15:30                                 | Pasto                                 | 1 - 1                                 | Expreso Rojo                          |

| Fecha 17 - 2 de noviembre de 2011 | Fecha 17 - 2 de noviembre de 2011 | Fecha 17 - 2 de noviembre de 2011 | Fecha 17 - 2 de noviembre de 2011 | Fecha 17 - 2 de noviembre de 2011 |
| Día                               | Hora                              | Equipo local                      | Resultado                         | Equipo visitante                  |
| --------------------------------- | --------------------------------- | --------------------------------- | --------------------------------- | --------------------------------- |
| 19/10                             | 15:30                             | Depor                             | 0 - 0                             | Patriotas                         |
| mier                              | 15:00                             | Pacífico                          | 3 - 1                             | Barranquilla                      |
| mier                              | 15:00                             | Alianza Petrolera                 | 1 - 1                             | Bogotá                            |
| mier                              | 15:00                             | Valledupar                        | 3 - 0                             | Rionegro                          |
| mier                              | 15:00                             | Expreso Rojo                      | 3 - 1                             | Unión Magdalena                   |
| mier                              | 15:00                             | Uniautónoma                       | 0 - 2                             | Fortaleza                         |
| mier                              | 15:00                             | Academia                          | 3 - 3                             | Cortuluá                          |
| mier                              | 15:00                             | Real Santander                    | 0 - 1                             | Bucaramanga                       |
| mier                              | 15:00                             | Centauros                         | 1 - 1                             | Pasto                             |

| Fecha 18 - 5 de noviembre de 2011 | Fecha 18 - 5 de noviembre de 2011 | Fecha 18 - 5 de noviembre de 2011 | Fecha 18 - 5 de noviembre de 2011 | Fecha 18 - 5 de noviembre de 2011 |
| Día                               | Hora                              | Equipo local                      | Resultado                         | Equipo visitante                  |
| --------------------------------- | --------------------------------- | --------------------------------- | --------------------------------- | --------------------------------- |
| sab                               | 15:00                             | Barranquilla                      | 0 - 2                             | Academia                          |
| sab                               | 15:00                             | Cortuluá                          | 2 - 1                             | Uniautónoma                       |
| sab                               | 15:00                             | Fortaleza                         | 1 - 1                             | Expreso Rojo                      |
| sab                               | 15:00                             | Unión Magdalena                   | 1 - 1                             | Centauros                         |
| sab                               | 15:00                             | Pasto                             | 3 - 0                             | Real Santander                    |
| sab                               | 15:00                             | Patriotas                         | 3 - 0                             | Valledupar                        |
| sab                               | 15:00                             | Bucaramanga                       | 1 - 0                             | Depor                             |
| sab                               | 15:00                             | Rionegro                          | 4 - 0                             | Alianza Petrolera                 |
| sab                               | 15:00                             | Bogotá                            | 4 - 0                             | Pacífico                          |

### Fase final
|  | Cuartos de final    | Cuartos de final    | Cuartos de final    |       |                 | Semifinales          | Semifinales          | Semifinales          |  |  | Final                | Final                | Final                |
|  | 9 y 12 de noviembre | 9 y 12 de noviembre | 9 y 12 de noviembre |       |                 | 16 y 20 de noviembre | 16 y 20 de noviembre | 16 y 20 de noviembre |  |  | 23 y 27 de noviembre | 23 y 27 de noviembre | 23 y 27 de noviembre |
|  |                     |                     |                     |       |                 |                      |                      |                      |  |  |                      |                      |                      |
|  | Uniautónoma         | 1                   | 0                   |       |                 |                      |                      |                      |  |  |                      |                      |                      |
|  | Deportivo Pasto     | 1                   | 4                   |       |                 |                      |                      |                      |  |  |                      |                      |                      |
|  | Deportivo Pasto     | 1                   | 4                   |       | Deportivo Pasto | 1                    | 5                    |                      |  |  |                      |                      |                      |
|  |                     |                     |                     |       | Deportivo Pasto | 1                    | 5                    |                      |  |  |                      |                      |                      |
|  |                     | Expreso Rojo        | 1                   | 1     |                 |                      |                      |                      |  |  |                      |                      |                      |
|  | Expreso Rojo        | Expreso Rojo        | 1                   | 1     | 0               | 0(5)                 |                      |                      |  |  |                      |                      |                      |
|  | Expreso Rojo        |                     |                     |       | 0               | 0(5)                 |                      |                      |  |  |                      |                      |                      |
|  | Bogotá F. C.        | 0                   | 0(4)                |       |                 |                      |                      |                      |  |  |                      |                      |                      |
|  |                     |                     |                     |       |                 |                      |                      |                      |  |  | Deportivo Pasto      | 1                    | 1                    |
|  |                     |                     | Centauros           | 1     | 0               |                      |                      |                      |  |  |                      |                      |                      |
|  | Academia            | 2                   | 2(2)                |       |                 |                      |                      |                      |  |  |                      |                      |                      |
|  | Centauros           | 0                   | 4(4)                |       |                 |                      |                      |                      |  |  |                      |                      |                      |
|  | Centauros           | 0                   | 4(4)                |       | Centauros       | 0                    | 3 (5)                |                      |  |  |                      |                      |                      |
|  |                     |                     |                     |       | Centauros       | 0                    | 3 (5)                |                      |  |  |                      |                      |                      |
|  |                     | Deportivo Rionegro  | 1                   | 2 (4) |                 |                      |                      |                      |  |  |                      |                      |                      |
|  | Deportivo Rionegro  | Deportivo Rionegro  | 1                   | 2 (4) | 3               | 1                    |                      |                      |  |  |                      |                      |                      |
|  | Deportivo Rionegro  |                     |                     |       | 3               | 1                    |                      |                      |  |  |                      |                      |                      |
|  | Alianza Petrolera   | 0                   | 1                   |       |                 |                      |                      |                      |  |  |                      |                      |                      |

#### Final
| 23 de noviembre de 2011 | Centauros  | 1:1 (0:1) | Deportivo Pasto | Estadio Ciro López, Popayán |                           |
| 11:30                   | Vargas 54' | Reporte   | Balanta 10'     | Árbitro(s): Leevan Suárez   | Árbitro(s): Leevan Suárez |

| 27 de noviembre de 2011 | Deportivo Pasto | 1:0 (0:0) | Centauros | Estadio Departamental Libertad, Pasto |                              |
| 15:30                   | Mina 61'        | Reporte   |           | Árbitro(s): Gustavo González          | Árbitro(s): Gustavo González |

|                                |
| Deportivo Pasto                |
| Clasificado a la final del año |

### Goleadores
| Jugador                | Equipo             | Goles |
| ---------------------- | ------------------ | ----- |
| Jefferson Duque        | Deportivo Rionegro | 11    |
| Omar Fernández Frasica | Academia           | 11    |
| Jorge Enrique Vargas   | Centauros          | 11    |
| Gilberto García        | Deportivo Pasto    | 8     |
| Mauricio Mina          | Deportivo Pasto    | 8     |
| Andrés Javier Mosquera | Bogotá F. C.       | 7     |
| Herly Alcázar          | Bogotá F. C.       | 6     |
| Oswal Álvarez          | Academia           | 6     |
| Jesús Orozco           | Fortaleza          | 6     |
| Argemiro Vacca         | Fortaleza          | 6     |

## Final del año
La final se disputó a partidos de ida y vuelta los días 30 de noviembre y 4 de diciembre. El ganador obtuvo el título de campeón de la Primera B 2011 y el ascenso directo a la Categoría Primera A en 2012. El perdedor fue subcampeón del año y jugó la serie de promoción.
| 30 de noviembre de 2011 | Patriotas  | 1:0 (1:0) | Deportivo Pasto | Estadio de La Independencia, Tunja |                           |
| 20:00                   | Amador 29' | Reporte   |                 | Árbitro(s): Wilmar Roldán          | Árbitro(s): Wilmar Roldán |

| 4 de diciembre de 2011 | Deportivo Pasto                                       | 1:0 (0:0) (2:0 p.) | Patriotas                             | Estadio Departamental Libertad, Pasto |                          |
| 15:30                  | Mina 65'                                              | [http://www.torneopostobon.com.co/minutoaminuto/fecha-2-pasto-vs-patriotas-2011-12-04-153000 (enlace roto disponible en Internet Archive; véase el historial, la primera versión y la última). Reporte] |                                       | Árbitro(s): Imer Machado              | Árbitro(s): Imer Machado |
|                        |                                                       | Tiros desde el punto penal |                                       |                                       |                          |
|                        | Hidalgo · Galeano · Cuadrado · J.C. Mosquera · Zapata | | Lozada · Rivas · J. Mosquera · Amador |                                       |                          |

|                                    |
| Bandera de Colombia                |
| Campeón Deportivo Pasto 2.º título |

## Serie de promoción
La disputaron el clasificado en el penúltimo lugar en la tabla de descenso de la Categoría Primera A en la y el subcampeón de la Categoría Primera B. Aunque las fechas estaban programadas para los días 7 y 10 de diciembre, la fecha se fijó para los días 27 y 30 de diciembre o 72 horas después que América de Cali sea eliminado en el desarrollo de la fase final del Torneo Finalización. Luego de la eliminación del equipo 'Escarlata', quedó determinada la disputa de la serie en los días 11 y 14 de diciembre. El partido de vuelta fue cambiado para el 17 de diciembre porque pudiera tener transmisión televisiva a través de RCN; sin embargo, el juego sólo pudo ser visto por televisión cerrada debido a la realización el mismo día de la Teletón Colombia de 2011.
| 11 de diciembre de 2011, 15:30 | Patriotas    | 1:1 (0:1) | América de Cali | Estadio de La Independencia, Tunja                       |                                                          |
|                                | Guerrero 56' | Reporte   | Cabezas 7'      | Asistencia: 10.000 espectadores Árbitro(s): Imer Machado | Asistencia: 10.000 espectadores Árbitro(s): Imer Machado |

| 17 de diciembre de 2011, 18:20 | América de Cali                               | 1:1 (0:0) (3:4 p.) | Patriotas                                        | Estadio Olímpico Pascual Guerrero, Cali                        |                                                                |
|                                | Castillo 50'                                  | [http://www.torneopostobon.com.co/minutoaminuto/fecha-2-america-vs-patriotas-2011-12-17-182000 (enlace roto disponible en Internet Archive; véase el historial, la primera versión y la última). Reporte] | Guerrero 65'                                     | Asistencia: 42.000 espectadores Árbitro(s): Sebastián Restrepo | Asistencia: 42.000 espectadores Árbitro(s): Sebastián Restrepo |
|                                |                                               | Tiros desde el punto penal |                                                  |                                                                |                                                                |
|                                | Gonzáles · Córdoba · Melo · Arango · Castillo | | Vieira · Palacios · Corredor · Rentería · Chávez |                                                                |                                                                |

|                                    |
| Patriotas                          |
| Ascendido a la Categoría Primera A |

## Estadísticas

### Tabla de reclasificación
En esta tabla se suman todos los partidos, incluyendo playoffs y finales disputadas, con excepción de la serie de promoción. Esta tabla sirvió para determinar los órdenes de localía en las fases finales del certamen.
| Pos. | Equipos              | PJ | PG | PE | PP | GF | GC | Dif. | Pts. |
| ---- | -------------------- | -- | -- | -- | -- | -- | -- | ---- | ---- |
| 1.   | Deportivo Pasto      | 46 | 25 | 15 | 6  | 79 | 29 | 50   | 90   |
| 2.   | Deportivo Rionegro   | 42 | 20 | 7  | 15 | 65 | 50 | 15   | 67   |
| 3.   | Academia             | 40 | 17 | 12 | 11 | 50 | 45 | 5    | 63   |
| 4.   | Patriotas            | 44 | 16 | 13 | 15 | 48 | 47 | 1    | 61   |
| 5.   | Uniautónoma          | 40 | 17 | 8  | 15 | 67 | 54 | 13   | 59   |
| 6.   | Cortuluá             | 42 | 15 | 13 | 14 | 47 | 46 | 1    | 58   |
| 7.   | Centauros            | 42 | 15 | 11 | 16 | 59 | 59 | 0    | 56   |
| 8.   | Bogotá F. C.         | 38 | 15 | 10 | 13 | 46 | 45 | 1    | 55   |
| 9.   | Expreso Rojo         | 40 | 12 | 17 | 11 | 48 | 45 | 3    | 53   |
| 10.  | Valledupar F. C.     | 40 | 15 | 8  | 17 | 39 | 45 | -6   | 53   |
| 11.  | Fortaleza            | 36 | 12 | 16 | 8  | 40 | 37 | 3    | 52   |
| 12.  | Atlético Bucaramanga | 36 | 13 | 11 | 12 | 36 | 43 | -7   | 50   |
| 13.  | Pacífico F. C.       | 40 | 13 | 11 | 16 | 42 | 51 | -9   | 50   |
| 14.  | Real Santander       | 36 | 12 | 11 | 13 | 48 | 45 | 3    | 47   |
| 15.  | Alianza Petrolera    | 38 | 11 | 11 | 16 | 37 | 48 | -11  | 44   |
| 16.  | Unión Magdalena      | 36 | 9  | 9  | 18 | 43 | 60 | -17  | 36   |
| 17.  | Depor Aguablanca     | 36 | 7  | 12 | 17 | 37 | 60 | -23  | 33   |
| 18.  | Barranquilla F. C.   | 36 | 7  | 11 | 18 | 25 | 47 | -22  | 32   |

### Goleador del año
| Jorge Enrique Vargas                           | Centauros Villavicencio | 15 |
| Última actualización: 27 de noviembre de 2017. |                         |    |